# KUNW-CA
KUNW-CA, canal 2, es el afiliado de Univision en Yakima, Washington. Parte de la compañía Fisher Communications, empezó a transmitirse en el mercado de Yakima en el año 2007. Actualmente se transmite desde los estudios de KIMA. En julio de 2007, Fisher Communications empezó a transmitir un noticiero regional a las 6 y 11 de la noche con los presentadores Jaime Mendez y Roxy de la Torre desde Seattle y Portland, con contenido de Seattle, Portland, Yakima y Tri-Cities. En 2008, el noticiero se puso más local en cada mercado, con Iván García como el presentador principal por Noticias Noroeste Yakima y Tri-Cities. El 11 de septiembre de 2009, KUNW-CA empezó a transmitir un señal digital de bajo potencia (KUNW-LD) junto con su señal análoga. 
La programación de KUNW se ve también en dos lugares adicionales, ambos en el mercado de Tri-Cities área de Richland, Pasco, y Kennewick, Washington:
Otra estación, KWWA-CA canal 49, sirvió previamente a Ellensburg. Sin embargo, la estación se apagó el 17 de abril de 2008 después de sufrir una falla del antena; Fisher decidieron volver la licencia a la FCC en vez de reparar la antena, y la licencia de KWWA fue cancelada el 4 de junio de 2008.

## Presentación de Noticias/Estación

### Título del Noticiero
- Noticias Noroeste (2007–presente)

### Lema de la Estación
- "Tu Canal Local" (2008–presente)

## Equipo de Noticias
Presentadores
- Iván García - presentador principal; entre semana a las 6 y 11 p. m.
- Martin Ortiz - segmento En Comunidad; entre semana a las 6 y 11 p. m. ¿Qué Pasa? programa de música; sábado a las 6pm

El Tiempo
- Teresa González - presentadora/meteoróloga; entre semana a las 6 y 11 p. m.

Los Deportes
- Jaime Méndez - presentador de deportes; entre semana a las 6 y 11 p. m.

Reporteros
- Roxy de la Torre - presentadora/meteoróloga
- Enrique Caizedo - reportero general, deportes
- Delia Hernández - reportera general
- José Cedeño - reportero de entretenimiento, deportes